# 19 (število)
19 (devétnajst ali devetnájst) je naravno število, za katero velja 19 = 18 + 1 = 20 − 1.

## V matematiki
- tretje središčno šestkotniško število {\displaystyle 19=T_{2}\cdot 3+1;\quad (T_{2}=6)}.
- peto veselo število in tretje veselo praštevilo.
- šesto najmanjše število, za katerega velja Midyjev izrek.
- sedmo Higgsovo praštevilo.
- sedmo regularno praštevilo.
- osmo Čenovo praštevilo.
- Heegnerjevo število.
- Keithovo število.
- vsako pozitivno celo število je vsota največ 19. enakih ali različnih četrtih potenc (glej Waringov problem).
- Gaussovo praštevilo brez imaginarnega ali realnega dela oblike {\displaystyle 4n+3}.
- število različnih negibnih tetromin.

## V znanosti
- vrstno število 19 ima kalij (K).

## Drugo

### Leta
- 419 pr. n. št., 319 pr. n. št., 219 pr. n. št., 119 pr. n. št., 19 pr. n. št.
- 19, 119, 219, 319, 419, 519, 619, 719, 819, 919, 1019, 1119, 1219, 1319, 1419, 1519, 1619, 1719, 1819, 1919, 2019, 2119